# Elči-Ibrahim-Pascha-Medresa

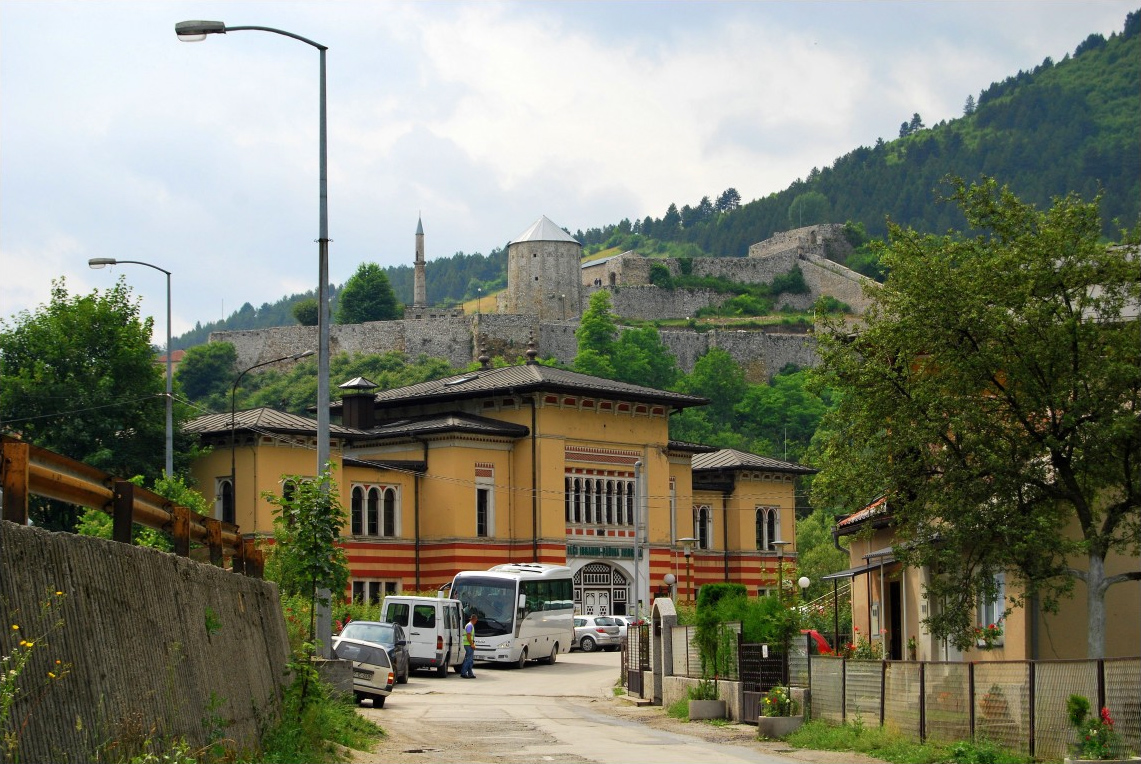
Elči-Ibrahim-Pasha-Medresa

Die Elči-Ibrahim-Pascha-Medresa (bosnisch: Elči Ibrahim-pašina medresa) in der Stadt Travnik, Bosnien und Herzegowina, wurde 1705 von Elči Ibrahim Pascha gegründet. Dieser residierte als Wesir in Travnik, von wo aus die Staatsangelegenheiten Bosniens gelenkt wurden. Derzeitiger Direktor der Madrasa ist Dževdet Šošić.

## Geschichte
Wie alle wichtigeren islamischen Hochschulen in Bosnien und Herzegowina, wird sie heute von der Islamischen Gemeinschaft in Bosnien und Herzegowina (Islamska zajednica u Bosni i Hercegovini; engl. Islamic Community in Bosnia and Herzegovina, Abk. ICBH) – der wichtigsten muslimischen Organisation in Bosnien und Herzegowina – betrieben, deren Hauptsitz sich in Sarajevo befindet.
Nach dem Zweiten Weltkrieg wurde die Medresa unter der kommunistischen Herrschaft geschlossen. Von den 33 Medresen, die es in Bosnien und Herzegowina vor dem Zweiten Weltkrieg gab, blieb nur die  Gazi-Husref-Bey-Medresa in Sarajevo nach dem Krieg geöffnet.
1994 wurde die Elči-Ibrahim-Pascha-Medrese nach 53 Jahren wiedereröffnet.
Sejad Mekić, Imam an der Cambridge Mosque in Cambridge in England, erhielt an ihr seine Ausbildung.

## Videos
- Elči Ibrahim-pašina medresa Travnik
- Elči Ibrahim-pašina medresa Travnik jingle 2014 (Werbefilm)
- Bosna Zikrullah Elçi İbrahim Paşa Medresesi (Dhikr)